# Thermodesulfatator
Thermodesulfatator es un género de bacterias gramnegativas de la familia Thermodesulfobacteriaceae. Fue descrito en el año 2004. Su etimología hace referencia a termófilo reductor de sulfato. Son bacterias termófilas, anaerobias estrictas, móviles por flagelo polar, quimiolitoautótrofas, utilizan hidrógeno como donador de electrones y sulfato como aceptor. Pueden crecer individual, en pares o en cadenas cortas de tres células. Todas las cepas han sido aisladas de fuentes hidrotermales marinas. 

## Taxonomía
Actualmente existen 3 especies descritas:
- Thermodesulfatator atlanticus
- Thermodesulfatator autotrophicus
- Thermodesulfatator indicus